# Bang Zoom! Entertainment
Bang Zoom! Entertainment este un companie americană cu sediul în Los Angeles.